# Buchhandlung Heyn
Die Buchhandlung Heyn in Klagenfurt am Wörthersee ist eine Buchhandlung und ein Verlag in Kärnten.

## Geschichte
Die Buchhandlung Heyn wurde im März 1868 durch Rudolf Bertschinger als Buchhandlung Bertschinger in der Kramergasse in Klagenfurt gegründet. 1872 trat Johannes Heyn als Teilhaber in die Firma ein und übernahm 1881 die Buchhandlung als Alleininhaber. Bereits 1872 begann Johannes Heyn mit der Verlagstätigkeit. Im Jahr 1885 wurde die „Erste Kärntner Konzertdirektion“ gegründet. 1911 übernahm der Sohn Hans Heyn die Buchhandlung. Nach dessen Tod im Ersten Weltkrieg führte seine Schwester Helene Zechner, geborene Heyn, den Betrieb weiter.
Bei der deutschnational orientierten Familie Zechner wurde der Nationalsozialismus mit offenen Armen empfangen. Helene Zechners Sohn Kurt Zechner beteiligte sich zusammen mit seinen beiden Brüdern aktiv am Juliputsch. Alle drei wurden inhaftiert, aber im Vorfeld des Anschlusses Österreichs und seiner Eingliederung in das „Großdeutsche Reich“ wieder freigelassen (und erhielten den Blutorden). Während des Zweiten Weltkrieges führte Helene Zechner, da die Brüder Zechner in der Wehrmacht dienten, den Betrieb alleine weiter. Die Verlagstätigkeit wurde in dieser Zeit eingestellt. Der für die Buchhandlungsübernahme vorgesehene Sohn fiel im Krieg. So wurde Kurt Zechner – als gelernter Maschinenbauingenieur – nach dem Entnazifizierungsverfahren für die Buchhandelsnachfolge vorbereitet und sein Bruder Herbert Zechner übernahm den Familienbauernhof.
1952 übergab Helene Zechner die Buchhandlung an ihren Sohn Kurt. Kurz darauf wurde die Buchhandlung umgebaut und die Verlagstätigkeit wieder aufgenommen. Aus der „Ersten Kärntner Konzertdirektion“ wurde die Mozartgemeinde, deren Geschäftsstelle die Buchhandlung Heyn bis Ende 2005 war. Im Jahre 1962 wurde ein weiteres Mal umgebaut, das Fachbuchangebot erweitert, insbesondere auf den Gebieten Medizin, Technik und Pädagogik. Nach dem Tod von Kurt Zechner im Jahre 1977 führte sein Sohn Volkmar Zechner die Buchhandlung und sein Bruder Gerd Zechner den Verlag Heyn weiter.
Der Verlag Heyn ist vorwiegend auf Kunst und Geschichte, Mundartdichtung und Literatur aus Kärnten ausgerichtet und konnte durch das Engagement von Therese und Gerd Zechner mit den aufwendigen Kunstbänden bereits einige Preise gewinnen. 1993 erhielt der Verlag den Staatspreis bei der Prämierung der schönsten Bücher Österreichs für die Herstellung des Markus-Pernhart-Bandes „Die Aneignung von Landschaft und Geschichte“.
1981 wurde ein weiteres Mal umgebaut und Buchpräsentation und Buchangebot erweitert. 1984 wurden die Verkaufsräume der Jugendbuchabteilung und der Romanabteilung erweitert. Am 14. April 1998 eröffnete die Filiale Heyn-Tech in der Wiesbadener Straße. Nach fast drei Jahren Geschäftstätigkeit wurde mit Ende Februar 2002 das gesamte technische Sortiment von „Heyn-Tech“ wieder in die Kramergasse rückgesiedelt. Im April 2003 ging Volkmar Zechner in Pension und sein Sohn Helmut Zechner übernahm in fünfter Generation die Geschäftsführung des Familienunternehmens Heyn.

Ansichten
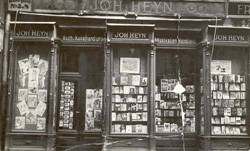
Front Ende des 19. Jahrhunderts
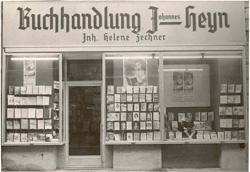
Front Anfang der 1950er Jahre
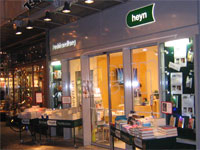
Front 2006

## Beteiligungen und Mitgliedschaften
- Mitgesellschafter des Marketingverbunds Buchmedia
- Gründungsmitglied der Buchhandelserfahrungsaustauschgruppe „ERFA-Ö2“
- Genossenschafter der eBuch-Genossenschaft
- Der Geschäftsführer Helmut Zechner fungiert als stellvertretender Fachgruppenobmann der „FG Buch- und Medienwirtschaft“ der Wirtschaftskammer Kärnten und ist seit April 2019 Vorsitzer des österreichischen Buchhändlerverbands und Vizepräsident des Hauptverbands des Österreichischen Buchhandels

## Preise und Auszeichnungen
- 2018: Österreichischer Buchhandlungspreis 2018 des Bundeskanzleramts und des Hauptverband des Österreichischen Buchhandels
- 2013: Österreichischer Staatspreis Marketing Kategoriensieg Handel
- 2010: Familien- und frauenfreundlicher Betrieb Kärntens
- 2010: nominiert für den Staatspreis Familien- und frauenfreundlichster Betrieb Österreichs
- 2009: nominiert für den AVJ-Kinderbuchhandlungspreis der Arbeitsgemeinschaft von Jugendbuchverlagen
- Klagenfurter Stadtwappen
- Kärntner Landeswappen

## Engagement
2014 übernahm die Buchhandlung Heyn die Patenschaft für den Ernst-Willner-Preis im Rahmen der Tage der deutschsprachigen Literatur.